# Hylopetes nigripes
Hylopetes lepidus  — вид гризунів родини вивіркових (Sciuridae).

## Поширення
Ендемік Філіппін. Зустрічається на островах Палаван і Банкалан. Мешкає в субтропічних і тропічних лісах. Активна в нічний час. Повністю деревний вид, живе в низинних, тропічних первинних і вторинних лісах, гніздиться в порожнинах великих дерев. Зазвичай зустрічається в рівнинних, але іноді в гірських лісах. Виділяють два підвиди: nigripes Thomas описаний в 1893 році, зустрічається на
Палавані і elassodontus Osgood
описаний в 1918 році, мешкає
на острові Банкалан.

## Опис
Загальна довжина тварини досягає 60 см. Очі дуже великі. Між передніми і задніми кінцівками характерні для летяг шкіряні перетинки покриті волоссям. Забарвлення хутра, як правило, сірий різних відтінків. Харчується горіхами, фруктами, молодими пагонами рослин і насінням. Іноді виходить
годуватися в сільськогосподарські угіддя де харчується кукурудзою, гарбузом та бобами.

## Збереження
Кількість популяції постійно скорочується. Близький до зникнення через втрату місць проживання в внаслідок вирубки лісів та полювання заради м'яса і торгівлі тваринами. Нині територія проживання, ймовірно, менше 20000 квадратних кілометрів.